# Agrias saglioi
Agrias saglioi är en fjärilsart som beskrevs av Le Moult 1925. Agrias saglioi ingår i släktet Agrias och familjen praktfjärilar. Inga underarter finns listade i Catalogue of Life.